# Jean Croué
Jean Croué (9 de febrero de 1878 – 6 de febrero de 1952) fue un actor y director teatral de nacionalidad francesa.
Nacido en París, Francia, su verdadero nombre era Jean-Charles-Auguste Fèvre.
Croué entró en la Comédie-Française en el año 1899, siendo nombrado miembro de la misma en 1914. Dejó la compañía en 1936.
Jean Croué falleció en 1952 en Gif-sur-Yvette, Francia. 